# Belem Guerrero Méndez
Belem Guerrero Méndez (Ciutat de Mèxic, 8 de març de 1974) és una ciclista mexicana, ja retirada, especialitzada en la pista, concretament en la modalitat de puntuació. Durant la seva carrera esportiva disputà tres edicions dels Jocs Olímpics d'Estiu, el 1996, 2000 i 2004. Els seus principals èxits foren la medalla d'argent als Jocs Olímpics d'Atenes i quatre medalles al Campionat del món, sempre en aquesta prova. També guanyà cinc medalles als Jocs Panamericans i nou als Jocs Centreamericans i del Carib, tot i que tres li foren retirades per dopatge.

## Palmarès en carretera
- 2000
  - Vencedor d'una etapa a la Cascade Cycling Classic
- 2001
  -  Campiona de Mèxic en ruta
- 2002
  - 1a als Campionats Panamericans en ruta
- 2003
  -  Campiona de Mèxic en ruta

## Palmarès en pista
- 2001
  - 1a als Campionats Panamericans en Puntuació
- 2002
  - 1a als Jocs Centreamericans i del Carib en Puntuació
- 2004
  -  Medalla de plata als Jocs Olímpics del 2004 en Puntuació
- 2007
  - 1a als Campionats Panamericans en Puntuació

### Resultats a laCopa del Món
- 1996
  - 1a a Cali, en Puntuació
- 1999
  - 1a a València, en Puntuació
- 2001
  - 1a a la Classificació general i a les proves de Cali i Ciutat de Mèxic, en Puntuació
- 2002
  - 1a a la Classificació general i a les proves de Monterrey i Cali, en Puntuació
- 2004
  - 1a a la Classificació general, en Puntuació